# Isthmus of Avalon
Isthmus of Avalon är ett näs i Kanada.   Den ligger i provinsen Newfoundland och Labrador, i den östra delen av landet, 1 700 km öster om huvudstaden Ottawa.
Terrängen inåt land är platt söderut, men norrut är den kuperad. Runt Isthmus of Avalon är det ganska glesbefolkat, med 29 invånare per kvadratkilometer.. Närmaste större samhälle är Arnolds Cove, 9,1 km söder om Isthmus of Avalon. 
I omgivningarna runt Isthmus of Avalon växer i huvudsak blandskog.